# フランス女子サッカーリーグ
フランス女子サッカーリーグ（フランス じょし サッカーリーグ、フランス語: Championnat de France féminin de football）は、フランス国内のサッカークラブチームによるプロフェッショナルリーグである。2024年から女子プロサッカーリーグ (LFFP) が主催する。2ディヴィジョン制を取っており、プルミエール・リーグはフランス女子サッカーのリーグ構成において最上位に位置する。
2024年現在、プルミエール・リーグ（1部リーグ）、スゴンデ・リーグ（2部リーグ）はそれぞれ12チームずつのリーグで構成されている。
シーズンは9月から翌年の6月までの間に開催され、各チームはシーズン中に22試合を戦う。多くの試合は土曜日または日曜日に開催されるが、平日の夕方に行われる試合もある。12月の第2週から1月の第3週までの期間はウィンターブレイクとなり試合は行われない。
2018年以降、プルミエール・リーグはヨーロッパにおける女子サッカーリーグにおいてUEFA女子係数の最上位に位置している。

## 歴史
1918年にフランス女子スポーツクラブ連盟（FSFSF）が運営する女子サッカーリーグ（Championnat de France de football féminin FSFSF）が設立された。FSFSFはアリス・ミリアが創立した女子スポーツの団体である。このリーグはイングランドのサッカー協会であるフットボール・アソシエーションが女子サッカーを禁止してからも11年間続けられ、1932年、ベルギーのブリュッセルでの試合を最後に活動休止した。1974年にリーグが再び創設され、フランスサッカー連盟が運営した。当初は1部制であったが、1982年に2部制となった。2002年から2010年までは3部制であったが、その後再び2部制に戻り、2023年に3部制を復活させている。2009年、女子サッカー選手のプロ選手化が支持され、オリンピック・リヨン所属の選手を中心にクラブと契約を結ぶ選手があらわれ始めた。

## リーグ方式

### プルミエール・リーグ（旧ディヴィジオン・アン）
ホーム・アンド・アウェー方式で合計22試合を行う。勝利した場合は勝ち点3、引き分けた場合は勝ち点1を得る。勝ち点数、得失点差、総得点数によりクラブはランクされ、シーズン終了時に勝ち点を最も多く獲得した上位4クラブがプレーオフ準決勝にそれぞれ進出する。
プレーオフ終了後の上位3クラブ（優勝、第2位、第3位）のクラブはUEFA女子チャンピオンズリーグの出場権を得る。下位2クラブ（11位、12位）はスゴンデ・リーグ（旧ディヴィジオン・ドゥ）へ降格し、スゴンデ・リーグの上位2クラブ（1位、2位）と入れ替わる。
2001年から2004年までの3シーズンでは優勝決定プレーオフが行われていた。リーグ戦の上位4クラブがラウンドロビン形式で試合を行い、勝ち点数が最多のクラブをチャンピオンとする形式であった。1974年から1982年まではリーグそのものが複数グループ制で行われ、各グループの成績上位のクラブ同士でプレーオフを行いチャンピオンを決定する形を取っていた。
2023-24シーズンからはリーグ戦終了後に上位4チームによるチャンピオンシップ・プレーオフを行い、優勝チームと UEFA女子チャンピオンズリーグに出場する3チームが決定する。
2024-25シーズンからプルミエール・リーグに改称された。

### スゴンデ・リーグ（旧ディヴィジオン・ドゥ）
2015-16シーズンまでは全36クラブを3つのグループに分け、各グループはディヴィジオン・アン同様ホーム・アンド・アウェー方式で試合を行い、各グループの首位クラブがディヴィジオン・アンへ昇格する。その3クラブのうち、勝ち点数が最も多いクラブをチャンピオンとする。各グループの下位2クラブは地域リーグへと降格する。
2016-17シーズンから12チームずつの2グループ制に再編され、さらに2023-24シーズンからはリーグ構造の再編によりディヴィジオン・アンと同様の12チームの単一グループとなり、上位2チームがディヴィジオン・アンに昇格し、下位2チームがディヴィジオン・トロワに降格する。プレーオフは行われない。
2024-25シーズンからスゴンデ・リーグに改称された。

## 参加チーム（2024-25シーズン)

### プルミエール・リーグ
| クラブ               | 創立年 | 昇格年 | 本拠地                                                             | 収容人数 | 2023-24シーズン |
| -------------------- | ------ | ------ | ------------------------------------------------------------------ | -------- | --------------- |
| ディジョンFCO        | 2010年 | 2018年 | スタッド・ガストン＝ジェラール（ディジョン）                       | 18,376   | 8位             |
| FCフルーリー91       | 2003年 | 2017年 | スタッド・ロベール＝ボバン （ボンドゥフル）                        | 18,850   | 5位             |
| EAギャンガン         | 1973年 | 2006年 | スタッド・アカデミーEAG（ガンガン）                                | 1,960    | 10位            |
| ル・アーヴルAC       | 1997年 | 2012年 | スタッド・オセアン（ル・アーヴル）                                 | 25,178   | 9位             |
| オリンピック・リヨン | 1970年 | 1978年 | グルパマOLトレーニング・センター（デシーヌ＝シャルピュー）         | 1,524    | 1位             |
| モンペリエHSC        | 1990年 | 1997年 | ベルナール＝ガセット・トレーニングセンター（モンペリエ）           | 1,280    | 6位             |
| ナント               | 2012年 | 2024年 | スタッド・マルセル＝ソパン（ナント）                               | 1,880    | 2位（D2）       |
| パリFC               | 1971年 | 1982年 | スタッド・シャルレティ（パリ）                                     | 18,845   | 3位             |
| パリ・サンジェルマン | 1971年 | 2001年 | スタッド・ジョルジュ＝ルフェーヴル（サン＝ジェルマン＝アン＝レー） | 2,164    | 2位             |
| スタッド・ランス     | 1968年 | 2019年 | スタッド・ルイ＝ブレリオ（ベセニー）                               | 500      | 4位             |
| ASサンテティエンヌ   | 1977年 | 2007年 | スタッド・サリフ＝ケイタ（サン＝テティエンヌ）                     | 1,250    | 7位             |
| RCストラスブール     | 2011年 | 2024年 | スタッド・ジャン＝ニコラ＝ミュラー（ストラスブール）               | 1,000    | 1位（D2）       |

### スゴンデ・リーグ
| クラブ                    | 2023-24シーズン |
| ------------------------- | --------------- |
| FCメス                    | 9位             |
| ル・マンFC                | 10位            |
| LOSCリール                | 12位（D1）      |
| OGCニース                 | 4位             |
| オリンピック・マルセイユ  | 3位             |
| RCランス                  | 5位             |
| ロデーズAF                | 6位             |
| トノン・エヴィアン・GG FC | 8位             |
| トゥールーズ              | 1位（D3B）      |
| USオルレアン              | 7位             |
| USサン・マロ              | 1位（D3A）      |

## クラブ別優勝回数
| プルミエール・リーグ             | プルミエール・リーグ |
| クラブ                           | 優勝回数             |
| -------------------------------- | -------------------- |
| オリンピック・リヨン             | 17                   |
| VGAサン＝モール                  | 6                    |
| FCFジュヴィジー / パリFC         | 6                    |
| スタッド・ランス                 | 5                    |
| トゥールーズOAC / トゥールーズFC | 4                    |
| FCリヨン                         | 4                    |
| ASエトラン                       | 3                    |
| モンペリエHSC                    | 2                    |
| ASJソヨー＝シャラント            | 1                    |
| サン＝ブリユーSC / EAギャンガン  | 1                    |
| パリ・サンジェルマン             | 1                    |

## 歴代優勝チーム

### プルミエール・リーグ
カッコ内の数字は優勝回数
| 回                   | シーズン | 優勝                      | 第2位                | 第3位                  |
| -------------------- | -------- | ------------------------- | -------------------- | ---------------------- |
| 1                    | 1974-75  | スタッド・ランス (1)      | ASオルレアン         | ランキング無し         |
| 2                    | 1975-76  | スタッド・ランス (2)      | FCルーアン           | ランキング無し         |
| 3                    | 1976-77  | スタッド・ランス (3)      | カリュイールSCSC     | ランキング無し         |
| 4                    | 1977-78  | ASエトラン (1)            | スタッド・ランス     | ランキング無し         |
| 5                    | 1978-79  | ASエトラン (2)            | スタッド・ランス     | ランキング無し         |
| 6                    | 1979-80  | スタッド・ランス (4)      | ASJソヨー            | ランキング無し         |
| 7                    | 1980-81  | ASエトラン (3)            | スタッド・ランス     | ランキング無し         |
| 8                    | 1981-82  | スタッド・ランス (5)      | ASエトラン           | ランキング無し         |
| 9                    | 1982-83  | VGAサン＝モール (1)       | FCFエナン＝ボーモン  | ランキング無し         |
| 10                   | 1983-84  | ASJソヨー (1)             | VGAサン＝モール      | ランキング無し         |
| 11                   | 1984-85  | VGAサン＝モール (2)       | FCリヨン             | ランキング無し         |
| 12                   | 1985-86  | VGAサン＝モール (3)       | ASJソヨー            | ランキング無し         |
| 13                   | 1986-87  | VGAサン＝モール (4)       | ASJソヨー            | ランキング無し         |
| 14                   | 1987-88  | VGAサン＝モール (5)       | FCFエナン＝ボーモン  | ランキング無し         |
| 15                   | 1988-89  | サン＝ブリユーSC (1)      | ASJソヨー            | ランキング無し         |
| 16                   | 1989-90  | VGAサン＝モール (6)       | ポワシーJSF          | ランキング無し         |
| 17                   | 1990-91  | FCリヨン (1)              | VGAサン＝モール      | ランキング無し         |
| 18                   | 1991-92  | FCFジュヴィジー (1)       | サン＝ブリユーSC     | ランキング無し         |
| ナシオナル1A         |          |                           |                      |                        |
| 19                   | 1992-93  | FCリヨン (2)              | FCFジュヴィジー      | VGAサン＝モール        |
| 20                   | 1993-94  | FCFジュヴィジー (2)       | FCリヨン             | ASPTTストラスブール    |
| 21                   | 1994-95  | FCリヨン (3)              | トゥールーズOAC      | FCFジュヴィジー        |
| 22                   | 1995-96  | FCFジュヴィジー (3)       | ASJソヨー            | トゥールーズOAC        |
| 23                   | 1996-97  | FCFジュヴィジー (4)       | トゥールーズOAC      | サン＝ブリユーSC       |
| 24                   | 1997-98  | FCリヨン (4)              | FCFジュヴィジー      | トゥールーズOAC        |
| 25                   | 1998-99  | トゥールーズOAC (1)       | ÉSOFVラ・ロシュ      | FCFジュヴィジー        |
| 26                   | 1999-00  | トゥールーズOAC (2)       | FCFジュヴィジー      | FCリヨン               |
| 27                   | 2000-01  | トゥールーズOAC (3)       | ÉSOFVラ・ロシュ      | FCFジュヴィジー        |
| 28                   | 2001-02  | トゥールーズFC (4)        | FCFジュヴィジー      | FCリヨン               |
| ディヴィジオン・アン |          |                           |                      |                        |
| 29                   | 2002-03  | FCFジュヴィジー (5)       | FCリヨン             | モンペリエHSC          |
| 30                   | 2003-04  | モンペリエHSC (1)         | FCリヨン             | FCFジュヴィジー        |
| 31                   | 2004-05  | モンペリエHSC (2)         | FCFジュヴィジー      | オリンピック・リヨン   |
| 32                   | 2005-06  | FCFジュヴィジー (6)       | モンペリエHSC        | オリンピック・リヨン   |
| 33                   | 2006-07  | オリンピック・リヨン (1)  | モンペリエHSC        | FCFジュヴィジー        |
| 34                   | 2007-08  | オリンピック・リヨン (2)  | FCFジュヴィジー      | モンペリエHSC          |
| 35                   | 2008-09  | オリンピック・リヨン (3)  | モンペリエHSC        | FCFジュヴィジー        |
| 36                   | 2009-10  | オリンピック・リヨン (4)  | FCFジュヴィジー      | パリ・サンジェルマン   |
| 37                   | 2010-11  | オリンピック・リヨン (5)  | パリ・サンジェルマン | モンペリエHSC          |
| 38                   | 2011-12  | オリンピック・リヨン (6)  | FCFジュヴィジー      | モンペリエHSC          |
| 39                   | 2012-13  | オリンピック・リヨン (7)  | パリ・サンジェルマン | FCFジュヴィジー        |
| 40                   | 2013-14  | オリンピック・リヨン (8)  | パリ・サンジェルマン | FCFジュヴィジー        |
| 41                   | 2014-15  | オリンピック・リヨン (9)  | パリ・サンジェルマン | FCFジュヴィジー        |
| 42                   | 2015-16  | オリンピック・リヨン (10) | パリ・サンジェルマン | モンペリエHSC          |
| 43                   | 2016-17  | オリンピック・リヨン (11) | モンペリエHSC        | パリ・サンジェルマン   |
| 44                   | 2017-18  | オリンピック・リヨン (12) | パリ・サンジェルマン | モンペリエHSC          |
| 45                   | 2018-19  | オリンピック・リヨン (13) | パリ・サンジェルマン | モンペリエHSC          |
| 46                   | 2019-20  | オリンピック・リヨン (14) | パリ・サンジェルマン | FCジロンダン・ボルドー |
| 47                   | 2020-21  | パリ・サンジェルマン (1)  | オリンピック・リヨン | FCジロンダン・ボルドー |
| 48                   | 2021-22  | オリンピック・リヨン (15) | パリ・サンジェルマン | パリFC                 |
| 49                   | 2022-23  | オリンピック・リヨン (16) | パリ・サンジェルマン | パリFC                 |
| 50                   | 2023-24  | オリンピック・リヨン (17) | パリ・サンジェルマン | パリFC                 |
| プルミエール・リーグ |          |                           |                      |                        |
| 51                   | 2024-25  |                           |                      |                        |

## 表彰
優勝クラブにはトロフィーが、選手にはメダルが贈られる。それに加えてディヴィジオン・アンの最優秀選手には全国プロサッカー選手連合（Union nationale des footballeurs professionnels、UNFP）女子選手賞が授与される。